# Урбанизам
Урбанизам је научна дисциплина, вештина и техника уређења и организације насеља која узима у обзир естетске, хигијенске и практичне потребе становника. Активности из области урбанизма се реализују на основу израде просторних и урбанистичких планова и пројеката. Реч урбанизам потиче од латинске речи urbs са значењем град.
Иако су активности из области уређења насеља присутне кроз историју човечанства од појаве првих градова у старом веку, као научна дисциплина урбанизам се конституише тек у XX веку са убрзањем процеса урбанизације.
Илдефонс Серда који је творац урбанистичког плана Барселоне објављује 1867. године књигу Теорија урбанизације. Исте године је израђен и први урбанистички план Београда чији је творац Емилијан Јосимовић, а у истом периоду се спроводи и велико урбанистичко сређивање Париза под надзором барона Османа.
Као значајан урбанистички концепт на почетку XX века може се навести вртни град чији је творац Ебенезер Хауард – први вртни град је реализован 1903. године у Енглеској.
Покрет модерне архитектуре CIAM конституише се 1928. године и његов најзначајнији члан је швајцарац Ле Корбизје. У том периоду почиње и развој просторног планирања с обзиром да сазрева свест да се ниједно насеље не може посматрати изоловано у односу на своју околину.
Урбанистичко планирање ипак остаје специфична област уређења простора с обзиром да се односи на насеља која представљају места концентрације становништва и активности. Планирање насеља кроз урбанизам се остварује путем урбанистичких планова.
Међународни дан урбаниста је 8. новембар.